# وایلر-زیمربرگ
وایلر-زیمربرگ (به آلمانی: Weiler-Simmerberg) یک شهر در آلمان است که در لینداو واقع شده‌است. وایلر-زیمربرگ ۶٬۵۸۹ نفر جمعیت دارد.

## خواهرخوانده
شهرهای والمونتونه، Ollioules و بنیفایو خواهرخوانده‌های وایلر-زیمربرگ هستند.